# Shabiha
Shabbiha (arabiska: شبيحة),ordets ursprung tillhör vissa paramilitära grupper som stödjer det styrande Baathpartiet i Syrien. Dock är alla som stödjer personer i styre genom att exempelvis slå människor i protester utan någon anledning ”Shabiha”. Det var ursprungligen ett kriminellt syndikat i landets västra kustområden som leddes av medlemmar av familjen Al-Assad men har idag utvecklats till en regelrätt milis i syriska statens tjänst. Ordet "Shabbih" är en titel och innebär i ordets egentliga mening en person som utför akten "Tashbih” , vilket är att slå oskyldiga människor i protester, bryta in sig i andras hus utan någon lagbaserad anledning, binda fast någon med ben och armar isär, eller hänga upp densamme i armar eller ben, oftast inför tortyrakter.

## Historia

### Kriminellt syndikat
Shabiha utvecklades på 1980-talet som ett kriminellt syndikat som kontrollerades av dåvarande presidenten Hafez al-Assads kusin Namir al-Assad och presidentens bror Rifaat al-Assad. Verksamheten koncentrerades till kuststäder som Latakia och Tartus och andra områden i västra Syrien som beboddes till största del av alawiter. Syndikatet smugglade mot slutet av 1980-talet stora mängder konsumtionsvaror som mat och cigaretter, som subventionerades i Syrien, till angränsade Libanon och kunde därmed göra massiva vinster. Samtidigt smugglade man lyxbilar, narkotika och vapen från Libanon genom den ockuperade Bekaadalen till Syrien. Shabihamännens lojaliteter var uteslutande till olika medlemmar i familjen Al-Assad och de kunde därmed enkelt undkomma rättsväsendet. På 1990-talet blev de ökända för organiserad utpressningsverksamhet i Latakia. Mot mitten av 1990-talet började de dock bli för mäktiga för det syriska ledarskapet och smuggel- och utpressningsverksamheten stängdes ner. När Bashar al-Assad blev president år 2000 upplöstes Shabiha helt och hållet.

### Väpnad milis
I och med utbrottet av det folkliga protester mot den syriska regeringen 2011 bildades lokala gäng som anföll demonstranter i enstaka städer. När så det syriska inbördeskriget eskalerade utvecklades dessa gäng till en löst sammansatt milis, som med statligt godkännande skulle tysta allt motstånd genom urskillningslösa våldsdåd mot civilbefolkningen. Vissa medlemmar i denna återuppstådda Shabiha har rapporterats vara anlitade legosoldater. Anfall mot civilbefolkningen har shabihamilisen även gjort i samarbete med reguljära arméstyrkor, och den har anklagats för att bedriva en slags brända jordens taktik för att bestraffa vad man bedömer vara regeringsfientliga element. Skulden för massakern i Houla i maj 2012 har av många lagts på lokal shabihamilis från närliggande alawitiska byar. Det råder delade meningar om huruvida dagens Shabiha är enhetligt kontrollerad av president al-Assads släktingar eller om den saknar centralt ledarskap men binds samman av lojalitet till den alawitiska eliten.